# James Tamou

a Compétitions nationales et continentales officielles uniquement.

b Matchs officiels uniquement.
James Tamou, né le 13 décembre 1988 à Palmerston North (Nouvelle-Zélande), est un joueur australien de rugby à XIII évoluant au poste de pilier. Il fait ses débuts professionnels en National Rugby League avec la franchise des North Queensland Cowboys en 2009. Ses performances en club l'amènent rapidement en sélection des Māori de Nouvelle-Zélande puis d'Australie avec laquelle il dispute la Coupe du monde 2013.

## Biographie
Né à Palmerston North (Nouvelle-Zélande), James Tamou joue rapidement au rugby à XIII. À l'âge de treize ans, il déménage en Australie avec sa famille. Il joue avec l'équipe junior des Sydney Roosters et devient rapidement un grand espoir. Il évolue alors avec les la sélection junior de la Nouvelle-Zélande. En 2008, il incorpore la sélection des Māori de Nouvelle-Zélande.
Il fait ses débuts en National Rugby League avec la franchise des North Queensland Cowboys en 2009 disputant treize matchs lors de la première saison. En 2010, il dispute dix-neuf matchs. Voyant la progression rapide de son joueur, les North Queensland Cowboys prolongent son contrat pour trois années.
Il devient un joueur majeur de la franchise et est appelé en équipe de Nouvelle-Zélande pour préparer le tournoi des quatre nations 2011, mais n'est finalement pas retenu pour la compétition.
En 2012, malgré ses appels à rejoindre la sélection des Kiwis, il se résigne à accepter de revêtir le maillot de l'Australie et de la de Nouvelle-Galles du Sud. Il fait ses débuts avec les Kangourous en avril 2012 lors de l'ANZAC Test, rappelé la saison suivante.
En 2013, il est retenu pour disputer la Coupe du monde 2013 avec l'Australie en y étant titulaire.

## Palmarès
- Collectif : 
  - Finaliste de la National Rugby League : 2020 (Penrith).